# Isaac Torres Vázquez
Isaac Ramón Torres Vázquez es un deportista mexicano que compite en taekwondo. Ganó una medalla de oro en el Campeonato Panamericano de Taekwondo de 2014 en la categoría de –68 kg.

## Palmarés internacional
| Campeonato Panamericano | Campeonato Panamericano | Campeonato Panamericano | Campeonato Panamericano |
| Año                     | Lugar                   | Medalla                 | Categoría               |
| ----------------------- | ----------------------- | ----------------------- | ----------------------- |
| 2014                    | Aguascalientes (México) | Medalla de oro          | –68 kg                  |